# Pablo Daniel Blanco
Pablo Daniel Blanco (Ciudad de Buenos Aires, 6 de junio de 1953) es un político radical argentino que ejerce como Senador Nacional en representación de la provincia de Tierra del Fuego, Antártida e Islas del Atlántico Sur. Previamente ocupó varios cargos en la administración fueguina, fue legislador provincial en cuatro ocasiones y convencional constituyente al momento de redactarse la constitución de la provincia. También trabajó en el Banco Nación y en el Banco de Tierra del Fuego, donde ocupó el cargo de gerente tanto en las ciudades de Río Grande como Ushuaia. 
Además se desempeñó en varios cargos en la estructura de la Unión Cívica Radical, donde fue: Secretario Honorable Convención Nacional UCR; Secretario Comité Nacional UCR, bajo la presidencia Raúl Alfonsín; ProTesorero Comité Nacional; Presidente Honorable Convención Provincial de la UCR Tierra del Fuego y Presidente UCR Tierra del Fuego. 

## Biografía

### Primeros años
Blanco nació el 6 de junio de 1953, en la Ciudad de Buenos Aires. A la edad de cinco años, se trasladó junto a su familia a Tolhuin, en el entonces Territorio nacional de la Tierra del Fuego, Antártida e Islas del Atlántico Sur, donde cursó la primera mitad de sus estudios primarios en una escuela rural local. Completó su educación primaria y secundaria en un colegio agrotécnico de la Misión Salesiana. Realizó cursos en derecho bancario en la Universidad de la Patagonia. Ingresó con dieciocho años a la sucursal de Ushuaia del Banco de la Nación Argentina, del cual llegaría a ser subgerente departamental.

### Carrera política provincial
En 1991, con la provincialización de Tierra del Fuego, Blanco interrumpió su carrera bancaria para involucrarse en política. Militante de la Unión Cívica Radical, resultó electo convencional en la convención a cargo de redactar la constitución de la nueva provincia. En las primeras elecciones posteriores, Blanco encabezó la lista radical para legisladores provinciales y resultó electo legislador por un período de cuatro años junto a Jorge Oscar Rabassa. Desempeñó simultáneamente la presidencia del Consejo de la Magistratura de Tierra del Fuego entre 1992 y 1993, período durante el cual tuvo a su cargo la conformación del primer poder judicial autónomo fueguino. Volvió a encabezar la lista radical en las elecciones provinciales de 1995, en las cuales alcanzó el 19,84% de los votos y fue reelegido, ingresando junto a Jorge Bustos y Ricardo Bogado.
Tras su primer paso por la Legislatura, Blanco fue designado Secretario de Gobierno del Municipio de Rio Grande en agosto de 2000 por el intendente radical Jorge Martín. Se mantuvo en dicho puesto hasta marzo de 2002, cuando fue nombrado director del Instituto Provincial Autárquico y Unificado de Seguridad Social (IPAUSS).
Luego de un acuerdo entre la UCR y el Movimiento Popular Fueguino (MOPOF) de cara a las elecciones provinciales de 2007, Blanco fue candidato a vicegobernador en fórmula con el mopofista Jorge Alberto Garramuño, intendente de Ushuaia. Durante la primera parte de la campaña, la coalición MOPOF-UCR tuvo amplias probabilidades de ganar, pero se vio sacudida por un escándalo en torno a la gestión municipal de Garramuño que estuvo a punto de provocar el quiebre de la alianza. En los comicios el binomio Garramuño-Blanco se ubicó en tercer lugar con el 30,25% de los votos detrás del gobernador justicialista Hugo Cóccaro y de la candidata de la Coalición Cívica, Fabiana Ríos, y por lo tanto fuera de la segunda vuelta. En diciembre de ese año, tras la reelección de Martín al frente de la intendencia, Blanco retornó a la Secretaría de Gobierno y la ocupó durante todo el mandato subsiguiente.
En las elecciones provinciales de 2011, Blanco volvió a encabezar la lista del radicalismo para la Legislatura fueguina, obteniendo un 12,91% de las preferencias y resultando electo para el período 2011-2015. Fue reelegido en 2015 con el 7,70% de los votos. De signo antiperonista, Blanco destacó por tener comentarios muy duros sobre los distintos gobiernos del Partido Justicialista. En marzo de 2013, declaró que «el desprecio por la educación es peronista, menemista y kirchnerista». En junio del mismo año cuestionó durante una sesión ordinaria al gobierno de Néstor Kirchner por haber retirado los cuadros de los expresidentes de facto de la última dictadura militar (1976-1983), acto que calificó de «parodia», argumentado que «es muy lindo después de veinte años cuando los Militares no tenían poder, venir y bajar un cuadro» mientras que «Alfonsín tuvo las pelotas de juzgarlos en 1983». Sus declaraciones fueron repudiados por organizaciones peronistas locales.

### Senador Nacional (desde 2019)
En 2019 se anunció a Blanco como primer candidato a Senador Nacional de la coalición oficialista Juntos por el Cambio Tierra del Fuego (UCR-PRO-CC-ARI) en fórmula con Amalia Casal. La fórmula se impuso en las primarias abiertas del 11 de agosto, derrotando a las listas encabezadas por Natalia Soledad Jañez y Héctor Stefani, a quienes no se les permitió conectar boleta con la candidatura presidencial de Mauricio Macri. En las elecciones legislativas, realizadas el 27 de octubre de 2019, obtuvo el 22,61% de los votos y se ubicó en segundo puesto detrás del 41,12% obtenido por el Frente de Todos con el binomio Matías David Rodríguez-María Eugenia Duré, garantizando su elección como Senador por la minoría de la provincia por el período 2019-2025.
Como senador, Blanco votó en contra de la Ley de Interrupción Voluntaria del Embarazo de Argentina, posición que ya había anticipado durante su campaña electoral y que se manifestó durante su período como legislador provincial, cuando respaldó una ley estableciendo el Día del Niño por Nacer. Declaró que en su familia había «opiniones encontradas» al respecto y que su esposa e hijos estaban a favor de la ley, mientras que él tenía una «decisión personal» al respecto.
Blanco votó a favor de la Ley de cupo laboral travesti-trans el 24 de junio de 2021. Inicialmente había manifestado su intención de abstenerse poniendo como objeción el principio de igualdad ante la ley, pero intervino durante el debate del proyecto para anticipar su cambio de opinión a un voto afirmativo general «luego de haber escuchado a las senadoras propinantes» y analizar que «la realidad indica que no siempre se les reconocen sus derechos a todos». El incidente fue destacado por ser una de las pocas ocasiones en las que un legislador ha cambiado el sentido de su voto tras haber sido efectivamente persuadido por el discurso de otros legisladores en el debate mismo.